# Габіній Барбар Помпеян
Габіній Барбар Помпеян (*Gabinius Barbarus Pompeianus, д/н — 409) — політичний діяч часів занепаду Римської імперії.

## Життєпис
Походив із заможної сенаторської родини. Син Габінія Веттія Пробіана, міського префекту Риму 377 року, онук Габінія Барбара Помпеяна та Веттії (доньки Гая Веттія Руфіна, консула 316 року). Був прихильником поганства. З 400 до 401 року на посаді проконсула керував провінцією Африка.
У грудні 408 року призначається міським префектом Риму. В цей час до міста підійшов вождь вестготів Аларіх. Помпеян, не маючи змоги військово протидіяти ворогові, спробував врятувати Рим за допомогою публічного здійснення жертвоприношень для викликання грому та блискавок. В цьому Барбару обіцяли допомогти етруські жерці з м. Нарнія. Вони стверджували, що таким чином врятували своє власне місто, яке Аларіху не вдалося взяти через сильну грозу. Цю ідею підтримали сенатори-погани, проте їх була меншість. Зрештою така церемонія не відбулася.
Тому Помпеян вимушений був вести перемовини з Аларіхом. Зрештою вдалося домовитися щодо викупу, який повинен був становити 5 тис. фунтів золота, 3 тис. — срібла, 4 тис. шовкових одеж, 3 тис. шматків червоного сукна і 3 тис. фунтів перцю. Для збору викупу уповноваженим було призначено Палладія. Він обкладав податком кожного залежно від розмірів власності, але виявився нездатний зібрати необхідну суму, оскільки багато приховували своє майно. Помпеян вніс в сенат пропозицію реквізувати призначену для благодійних цілей власність Меланії Молодшої, щоб зібрати необхідний викуп. Втім у лютому 409 році він зазнав нападу натовпу і був пошматований під час голодного бунту.